# Siège de Maastricht (1794)
Guerre de la Première Coalition
Batailles
Le siège de Maastricht de 1794 est le siège de la double seigneurie fortifiée de Maastricht par l'armée révolutionnaire française sous la direction du général Kléber. Le siège a eu lieu dans la seconde moitié de l'année 1794 durant la guerre de la Première Coalition entre la France et la Première coalition et a duré 45 jours jusqu'à la capitulation de Maastricht le 4 novembre 1794. Un an plus tard, la ville a été annexée par Première République française.

## Contexte
Trois ans après le début de la révolution française de juillet 1789, le roi Louis XVI déclara la guerre à la Monarchie des Habsbourg par laquelle la guerre de la Première Coalition (1792-1797) débuta. En juillet 1792, des troupes françaises révolutionnaires envahissent les Pays-Bas autrichiens, la principauté de Liège et le Brabant des États. En décembre 1792, Ruremonde tomba entre les mains du lieutenant-général vénézuélien Francisco de Miranda. Deux mois plus tard, la ville de Maastricht fut assiégée par le même De Miranda, mais il prit fin début mars 1793 après la défaite française à Aldenhoven. Le 5 mars 1793 , les troupes autrichiennes reprirent la ville de Liège et rétablirent l'autorité du prince-évêque. Le même mois, l'armée austro-prussienne chassa complètement les Français du sud des Pays-Bas lors de la bataille de Neerwinden.
Durant l’été 1794, le nombre de soldats de l’armée française fut porté à près d'un million de soldats avec la conscription. Rapidement, les Français reprirent la main. La bataille de Fleurus du 26 juin 1794 a marqué le tournant dans le sud des Pays-Bas. Un mois après, l'armée révolutionnaire française reprit le centre-ville de Liège. À la fin de l’été 1794, le comté de Looz fut repris. Les villes du Brabant, des régions de Liège, de Gueldre et de Jülich – le long de la Meuse – tombèrent une avec Venlo, qui offrit la résistance la plus longue.
Le 15 septembre, tout en renforçant la garnison de Maastricht de 7 000 Autrichiens, la majeure partie de l'armée autrichienne se retire des Pays-Bas vers l'Allemagne. Le général Ernst Wilhelm von Klebeck, âgé de 65 ans, fut nommé commandant de la forteresse de Maastricht, sous le gouverneur Van Hessen-Kassel. Les lettres du gouverneur montrent que les relations entre les États et la garnison autrichienne étaient faibles. Les 17 et 18 septembre 1794 a eu lieu la bataille de Sprimont, à 30 kilomètres au sud de Maastricht, avec plus de 200 000 soldats menés par le général Jourdan qui battirent les Autrichiens. La principauté de Liège et les Pays-Bas autrichiens furent alors annexés par la France. Seuls quelques bastions isolés, dont Maastricht et le Luxembourg offrirent toujours une résistance.

## Déroulement du siège
Le 19 septembre, le lendemain de la bataille de Sprimont, l'armée française – forte de 35 000 hommes – arrive à Maastricht. Le commandant Jean-Baptiste Kléber établit son quartier général dans le château Neercanne dans le Jekerdal, au sud de la ville. La garnison de Maastricht a essayé d'empêcher le siège en faisant de la place dans cette direction. Le Louw, un petit mont, fut pris à la fin août. Les Français ont alors commencé à creuser des tranchées.

## Conséquences du siège
L'une des premières actions de l'armée française d'occupation à Maastricht fut le vol du crâne de Mosasaurus , au cours duquel le géologue français Barthélemy Faujas de Saint-Fond conseilla au commissaire Augustin-Lucie de Frécine d'utiliser le crâne d'un mosasaure (« le grand animal de Maastricht ») et de le faire transférer à Paris. Le fossile fait depuis partie de la collection du Muséum national d'histoire naturelle.

## Sources